# Michel Coulon
Michel Coulon (nascido em 12 de janeiro de 1947) é um ex-ciclista belga de ciclismo de estrada.
Representou seu país, Bélgica, nos Jogos Olímpicos de Verão de 1968 (Cidade do México) na corrida de 100 km contrarrelógio por equipes. A equipe belga terminou na décima oitava posição.